# Les Aulneaux

Les Aulneaux este o comună în departamentul Sarthe, Franța. În 2009 avea o populație de 104 de locuitori.